# Гнидино (Островский район)
Гнидино — деревня в Бережанской волости Островского района Псковской области.
Расположена на правом берегу реки Великая, в 15 км к северо-западу от центра города Остров и в 7 км к западу от деревни Рубилово.
Численность населения деревни по состоянию на 2000 год составляла 8 человек.
До 2005 года деревня входила в состав ныне упразднённой Калининской волости с центром в д. Рубилово.